# Pozni netopir
Pozni netopir (znanstveno ime Eptesicus serotinus) je dokaj velika vrsta netopirjev, ki je razširjena po Evropi, zahodni Aziji in Severni Afriki.

## Opis
Razpon prhuti teh netopirjev znaša okoli 37 cm, v dolžino pa merijo med 6 in 8 cm. Ima majhna ušesa in gosto dlako, ki je po zgornji strani telesa temno rjave barve. Med letom ima repno letalno mreno široko razprto. Prehranjuje se z raznimi nočnimi žuželkami, ki jih lovi v letu. Običajno lovi na višinah med 6 in 10 metrov. Dan preživi v skalnih razpokah, porušenih in opuščenih zgradbah in podstrešjih. Samica skoti enega mladiča na leto, običajno med prvim in tretjim tednom junija. Ta vrsta netopirjev med zimo hibernira.

## Eholocairanje
Ta vrsta netopirjev za eholociranje uporablja frekvence med 25–55 kHz, najvišja izmerjena frekvenca je znašala 31 kHz običajno pa impulz traja 8,8 ms.